# Ordžonikidzevskij rajon (Perm')
L'Ordžonikidzevskij rajon (in russo Орджоникидзевский район?) è uno dei sette distretti (rajon) della città di Perm' (Russia). Il nome del distretto è in onore del politico e rivoluzionario sovietico Grigorij Konstantinovič Ordžonikidze.
L'area si trova su entrambe le sponde della Kama ed è adiacente al bacino idrico e al fiume Čusovaja che vi sfocia. Sul territorio del distretto ha sede la centrale idroelettrica della Kama (КамГЭС) e la NPO «Iskra» (НПО «Искра»), una delle più grandi imprese produttrici di macchinari in Russia.